# Magura (Kosovo)
Magura (albanisch auch Magurë, serbisch-kyrillisch Магура) ist ein Dorf in der kosovarischen Gemeinde Lipjan. Es liegt rund vier Kilometer südwestlich des Flughafens Pristina und rund neun Kilometer westlich von Lipjan.
Magura befindet sich am Fuße der Crnoljeva am westlichen Rand des Amselfelds. Nordwestlich des Dorfes erhebt sich der Berg Golesh (1019 m. i. J.), wo auch im großen Stil Magnesit abgebaut wird.

## Name
Der Ortsname von Magura ist aromunischer Abstammung (măgura) und bedeutet in etwa „kleiner Hügel“ oder „Weide“. Im Albanischen hat magula die gleiche Bedeutung.

## Bevölkerung
Die Volkszählung in der Republik Kosovo aus dem Jahr 2011 ergab, dass im Dorf Magura 1670 Menschen wohnten. Davon bezeichneten sich 1479 (88,56 %) als Albaner, 181 (10,84 %) als Ashkali, 8 als Bosniaken und 2 gaben keine Antwort.
Von den 1670 Einwohnern bekannten sich 1665 zum Islam, 4 bezeichneten sich als Katholiken und 1 Einwohner machte keine Angabe.
| Volkszählung | 1948 | 1953 | 1961 | 1971 | 1981 | 1991 | 2011 |
| ------------ | ---- | ---- | ---- | ---- | ---- | ---- | ---- |
| Einwohner    | 260  | 631  | 1144 | 1903 | 2304 | 2670 | 1670 |

## Infrastruktur

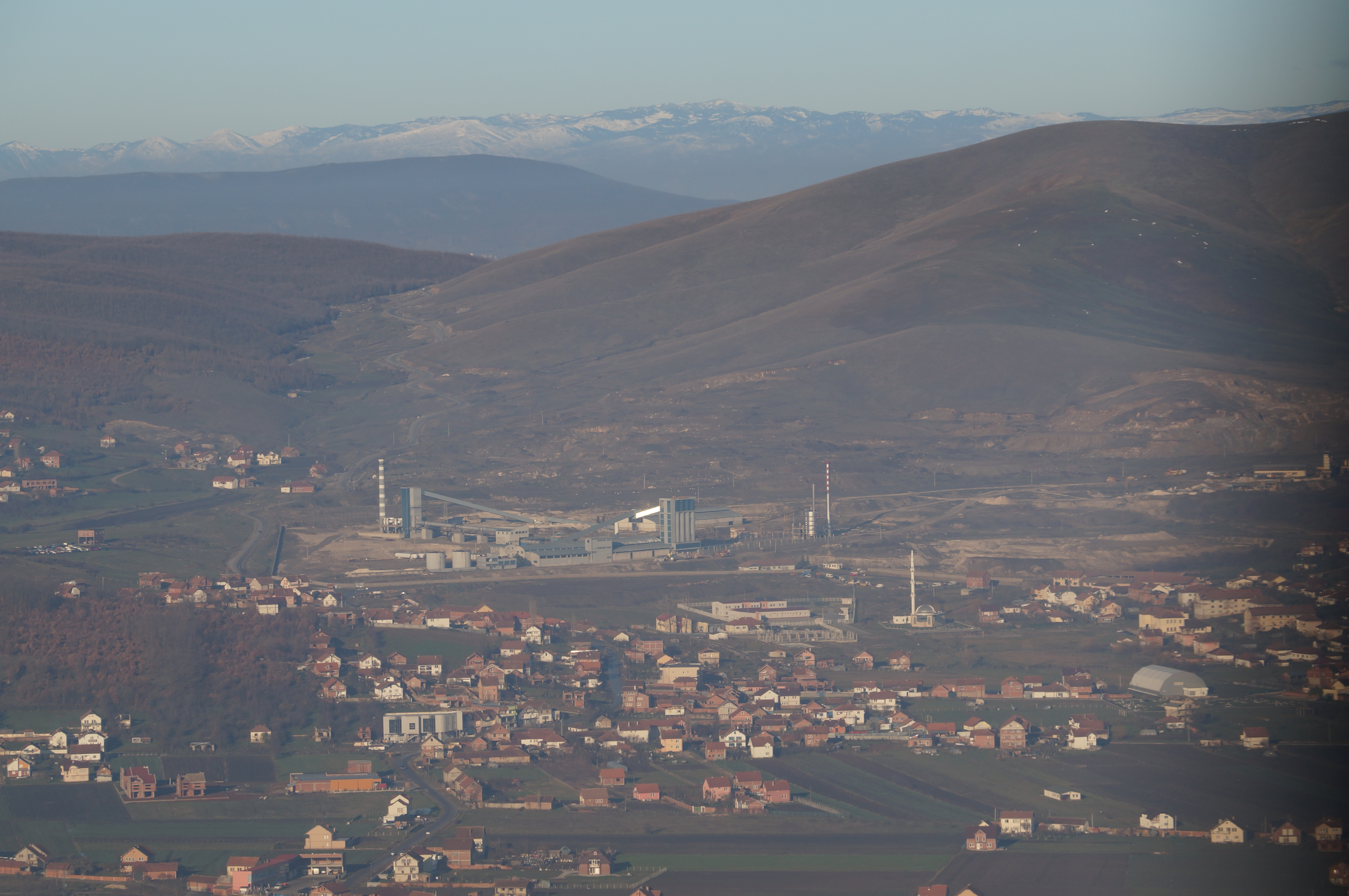
Magura mit dahinterliegendem Bergwerk

In Magura befinden sich eine Polizeistation (2015: 19 Beamte) sowie ein Gesundheitszentrum.
Des Weiteren wurde in dem Ort 2012 ein Asylantenheim eröffnet, in dem 2016 25 Asylbewerber beherbergt waren.

### Verkehr

#### Straßenverkehr
Magura ist der Knotenpunkt der Regionalstraßen R 208 (Rruga e Shalës oder Shala – Lipjan) und R 120 (Magura – Sllatina e Madhe).

#### Eisenbahn
Die Zugstrecke von Pristina beziehungsweise Bardh i Vogël am Flughafen Pristina vorbei endet in Magura. Sie erschließt das Bergwerk. Es verkehren regelmäßig Güterzüge von Trainkos.